# Katō Yūsuke
Katō Yūsuke (jap. 加藤 友介, Katō Yūsuke; * 13. Februar 1986 in Minō, Präfektur Osaka) ist ein ehemaliger japanischer Fußballspieler und heutiger Trainer.

## Als Spieler
Katō Yūsuke stand von 2004 bis 2010 beim Club Atlético Huracán im argentinischen Buenos Aires unter Vertrag. Wo er vorher gespielt hat, ist unbekannt. Hier spielte er für die U20, die zweite Mannschaft und in der ersten Mannschaft. Von 2008 bis 2009 wurde er an den ebenfalls in Buenos Aires beheimateten Verein Defensores de Belgrano ausgeliehen. 2011 wechselte er in seine Heimat Japan. Hier schloss er sich dem Mio Biwako Shiga an. Der Verein aus Kusatsu spielte in der Japan Football League. Nach einem Jahr ging er nach Indien. Hier unterschrieb er einen Vertrag beim Dempo SC. Mit dem Klub aus Goa spielte er in der ersten Liga, der I-League. Mitte 2012 zog es ihn nach Thailand, wo er einen Vertrag beim BEC Tero Sasana FC in Bangkok unterschrieb. Mit dem Hauptstadtverein spielt er in der höchsten Liga des Landes, der Thai Premier League. Nakhon Ratchasima FC, ein Zweitligist aus Nakhon Ratchasima, verpflichtete ihn 2013. Die Saison 2014 stand er beim Erstligisten Samut Songkhram FC in Samut Songkhram unter Vertrag. Am Ende der Saison musste er mit dem Verein in die zweite Liga absteigen. Für Samut absolvierte er 24 Erstligaspiele. Nach dem Abstieg verließ er Samut und ging wieder nach Bangkok, wo er sich dem Zweitligisten BBCU FC anschloss. Am Ende der Saison wurde er mit BBCU Tabellenvierter und stieg in die erste Liga auf. Nach dem Aufstieg wechselte er zum Zweitligisten Angthong FC nach Angthong. Anfang 2017 ging er nach Hongkong. Hier verpflichtete ihn der South China AA. Mit South China spielte er achtmal in der Hong Kong Premier League. Mit dem Verein stand er im Finale des Hong Kong FA Cup. Das Endspiel gegen den Kitchee SC verlor man mit 2:1. Mitte 2017 wechselte er für ein Jahr nach Indonesien, wo er sich dem Gresik United FC anschloss. Nach Vertragsende ging er nach Bangladesch. Hier nahm ihn Muktijoddha Sangsad KC aus Dhaka unter Vertrag. Im August 2019 wechselte er zu Sheikh Jamal Dhanmondi Club, einem Verein, der ebenfalls in Dhaka beheimatet ist. Von dort kehrte er ein Jahr später zu Muktijoddha Sangsad KC zurück und beendete dort im November 2021 seine aktive Karriere.

## Als Trainer
Seit November 2021 ist er Co-Trainer seines ehemaligen Vereins Muktijoddha Sangsad KC in der Bangladesh Premier League.